# 山村浩
山村 浩（やまむら ひろし、1962年（昭和37年）1月30日 - ）は、日本の海上自衛官。第34代海上幕僚長。山口県出身。

## 略歴
1984年（昭和59年）3月、防衛大学校（第28期）を卒業後、海上自衛隊に入隊。護衛艦「みねゆき」艦長、第4護衛隊群司令、護衛艦隊司令官、海幕副長等を歴任し、2019年（平成31年）3月19日の閣議において、4月1日付をもって第34代海上幕僚長に任命する旨の人事が了承・発令された。
勤務方針は「精強・即応」及び「変化への適合」を掲げ、各種訓練や隊員の意識改革などに積極的に取り組んだ。最後の定例会見では、中東方面における情報収集や、コロナ下でも各国と共同訓練を行ってきたことを上げ、「自由で開かれたインド太平洋」の実現に向け大きく貢献できたと自負している」と語った。
2022年（令和4年）3月30日付で退官。

## 年譜

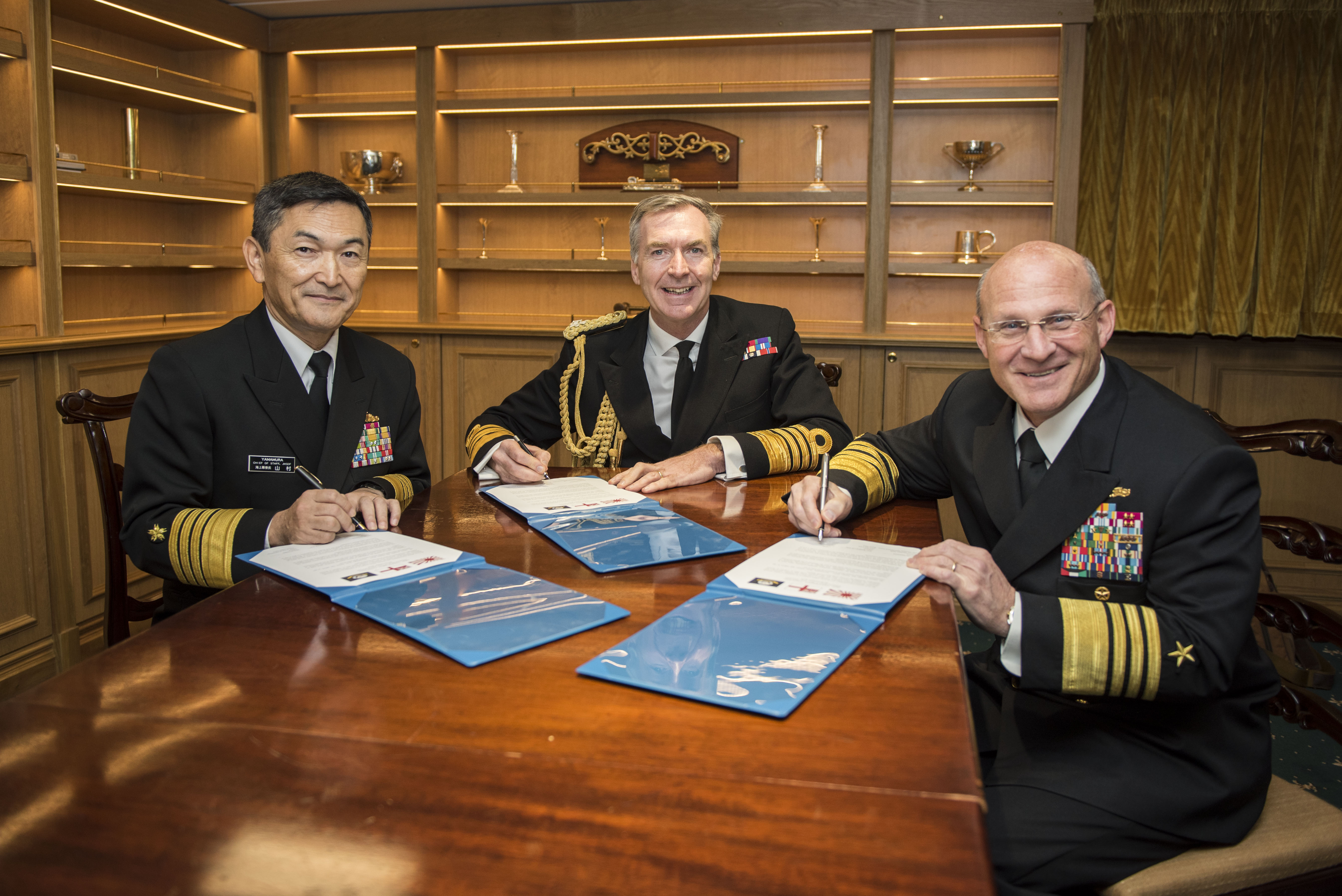
英空母クイーンエリザベス艦上での日米英参謀長級会談（中：英ラダキン大将、右：米ギルデイ大将）

- 1984年（昭和59年）3月：防衛大学校第28期（電気工学）卒業、海上自衛隊入隊
- 1998年（平成10年）7月：2等海佐に昇任
- 1999年（平成11年）8月：護衛艦「あさぎり」船務長兼副長
- 2000年（平成12年）8月28日：護衛艦「みねゆき」艦長
- 2001年（平成13年）8月10日：海上幕僚監部人事教育部人事計画課
- 2003年（平成15年）1月1日：1等海佐に昇任
- 2004年（平成16年）8月30日：海上幕僚監部防衛部防衛課編成班長
- 2006年（平成18年）8月21日：海上幕僚監部人事教育部人事計画課人事計画調整官兼企画班長
- 2007年（平成19年）7月3日：海上幕僚監部防衛部防衛課長
- 2009年（平成21年）
  - 7月21日：海将補に昇任
  - 12月7日：第4護衛隊群司令
- 2011年（平成23年）4月27日：海上幕僚監部総務部副部長
- 2012年（平成24年）3月30日：護衛艦隊司令部幕僚長
- 2013年（平成25年）8月22日：統合幕僚監部防衛計画部長
- 2015年（平成27年）8月4日：海将に昇任、第37代 護衛艦隊司令官に就任
- 2016年（平成28年）12月22日：第40代 海上幕僚副長に就任
- 2019年（平成31年）4月1日：第34代 海上幕僚長に就任
- 2021年（令和03年）6月1日：米国政府からレジオン・オブ・メリット勲章が授与[7]
- 2022年（令和04年）
  - 2月10日：フランス政府よりレジオンドヌール勲章オフィシエを受章[8][9]
  - 3月30日：退官[5]。

## 栄典
- レジオン・オブ・メリット・コマンダー - 2021年（令和3年）6月1日[7]
- レジオンドヌール勲章オフィシエ -  2022年（令和4年）2月10日[8]